# Paskašija
Paskašija (en serbe cyrillique : Паскашија ; en bulgare : Паскашия) est un village de Serbie situé dans la municipalité de Dimitrovgrad, district de Pirot. Au recensement de 2011, il comptait 6 habitants.

## Démographie
| 1948 | 1953 | 1961 | 1971 | 1981 | 1991 | 2002 | 2011 |
| ---- | ---- | ---- | ---- | ---- | ---- | ---- | ---- |
| 230  | 217  | 146  | 94   | 56   | 30   | 11   | 6    |

|  |